# MP3 Surround
MP3 Surround（えむぴーすりーさらうんど）とは、独Fraunhoferと仏Thomson、米Agere Systemsが開発したマルチチャンネル拡張版MP3である。
特徴としては
- 従来のMP3をベースとしたため、既存のデコーダーとの下位互換性がある
- 従来のサラウンドフォーマットと比較し、約半分またはそれ以下のファイルサイズで圧縮可能

であるが、エンコード時にかかるCPU負荷が現行のMP3の1.5倍以上、デコードに関しては3倍以上かかるとされている。